# No kochaj mnie
No kochaj mnie – drugi singel zespołu Feel z albumu Feel 2, wydany w lipcu 2009 roku.
Przebój był promowany w wybranych rozgłośniach radiowych, zajął m.in. 4. miejsce na liście Top 15 Wietrznego Radia w notowaniu 831, był także na czele Codziennej Listy Przebojów Radia Bielsko czy też Listy Przebojów Radia WAWA. 
Do utworu nakręcono teledysk przy współpracy z aktorami serialu Tancerze.